# Violare il cielo
Violare il cielo (To Open the Sky) è un romanzo di fantascienza del 1967 dello scrittore statunitense Robert Silverberg.
Il libro deriva da una serie di racconti pubblicati sulla rivista Galaxy e poi riuniti in un unico romanzo. 

## Trama
Nella Terra sovrappopolata del XXI secolo, le religioni tradizionali sono soppiantate dalla nuova religione il cui fondatore è Noel Vorst; lo scopo finale è molto semplice, raggiungere l'immortalità e raggiungere nuovi pianeti extrasolari.
La religione di Vorst con il passare del tempo acquisisce sempre più seguito sulla Terra, mentre gli abitanti dell'ormai terraformato Marte sono totalmente scettici e quelli di Venere le si oppongono: su Venere invece ha presa la religione nata dallo scisma di Davide Lazzaro.
La presenza di potenti esperiani telecinetici su Venere, unita alla potenza tecnologica della Terra, spinge i rappresentanti delle due religioni a trovare un accordo per arrivare ad esplorare l'universo, così da violare il cielo.
- UNO - 2077 - Il fuoco azzurro
- DUE - 2095 - I Guerrieri della Luce
- TRE - 2135 - DOVE VANNO I CONVERTITI (Dove vanno i mutanti, nella prima edizione italiana di Fanucci)
- QUATTRO - 2152 - Lazzaro vieni fuori
- CINQUE - 2162 - Violare il cielo

## Edizioni
In Italia il romanzo fu pubblicato nel 1972 dalla casa Fanucci, nel numero 1 della collana Futuro e successivamente nel 1982 nella collana Sidera. La Arnoldo Mondadori Editore ha ristampato il volume nel marzo 1993 nel numero 192 della collana Classici Fantascienza, con copertina di Eggleton (Agenzia Vega).
- Robert Silverberg, To Open the Sky, Ballantine Books, 1967.
- Robert Silverberg, Violare il cielo, traduzione di M. A. Franci, Futuro. I Pocket di Fantascienza n.1, Fanucci, 1972.
- Robert Silverberg, Violare il cielo, traduzione di M. A. Franci, collana Sidera n° 1, Fanucci, 1982.
- Robert Silverberg, Violare il cielo, traduzione di Elisabetta Svaluto Moreolo, collana Classici Fantascienza n° 192, Arnoldo Mondadori Editore, 1993,  p. 222.